# Fernholte
Fernholte ist ein Wohnplatz der Stadt Attendorn im Kreis Olpe (Nordrhein-Westfalen) und hat einen Einwohner (Stand 30. Juni 2024).

## Geografie
Fernholte liegt südwestlich des Kernortes Attendorn, nördlich von Petersburg und Neu-Listernohl. Die höchste Erhebung ist der 425 m hohe Birkeshardt.

## Geschichte
Das Gelände in Fernholte hat flache Hänge und Gewässernähe und war gut zum Siedeln geeignet. Deshalb gab die Stadt Attendorn Bodenuntersuchungen in Auftrag, als sie hier 2017 das neue „Gewerbegebiet Fernholte“ plant. Bei den anschließenden Grabungen von Forschern der LWL-Archäologie für Westfalen, fanden diese auf dem Gelände Eisenzeitliche Siedlungsspuren. So wurden Pfostenlöcher als Zeugen längst vergangener Holzhäuser gefunden, in denen die Menschen hier damals gelebt haben. Ein Jahr später fanden die Archäologen in einem der zwei gefundenen etwa ein Meter tiefen zylindrischen Speichergruben ein zerdrücktes Keramikgefäß aus der Vorrömischen Eisenzeit, um 800 v. Chr. bis Christi Geburt.
Erstmals wurde Fernholte urkundlich 1441 erwähnt, als Heinrich Grevenstein erklärte, die zwei Goldgulden in Fernholt nach 15 Jahren nicht mehr erheben zu wollen. Den Hof zu Forenholte kaufte am 3. Juli 1456 das Kloster Ewig von Rorich von Beldinkhusen aus Köln.
Politisch gehörte Fernholte ehemals zum Amt Waldenburg und im Gogericht und Kirchspiel Attendorn zur Bauerschaft Albringhausen, der auch umliegende Orte wie Biekhofen, Beukenbeul, Weschede u. a. angehörten. Im Schatzungsregister von 1536 wird in der Burschafft Ailberinghausen ein Herman zu Fornheulth mit einer Abgabe von 5 ort (1¼ Goldgulden) geführt. Im Register von 1565 wurde eine Anna zu Vernholt mit 2 Goldgulden besteuert.
Im 17. Jahrhundert war Fernholte ein sehr großer Meierhof und gehörte dem Kloster Ewig, bewirtschaftet bis zu seinem Tode von Kaspar Fernholt, danach von dessen Sohn Anton. 1742 wurde von Heinrich Fernholt ein neues Gutshaus gebaut. Bis zum Jahre 1910 war die Familie Fernholz zu Fernholte auf dem Hof. In diesem Jahr kaufte es Robert Rüsse aus dem Siegerland von dem minderjährigen Josef Fernholz, dem es sein verstorbener Vater Kaspar Fernholz zwei Jahre vorher als Erbe hinterlassen hatte. Schon 1911 verkaufte Rüsse den Hof wieder an den Preußischen Staat, der ihn mit der Domäne Ewig vereinigte.
Im Jahre 1929 kaufte Hubert Stumpf (1900–1983) vom Fiskus das inzwischen abgebrannte Gehöft mit etwas Grund und Boden. Es folgte nach schwierigen Anfängen der Aufbau von Fernholte. Dabei wurde ein alter Stein gefunden mit der Inschrift: „HENRICUS · FERNHOLD · HOC · AEDI FICARI · CURAVIT · ANNO 1742“. Der Stein wurde später über der Stalltür eingemauert, wo er noch heute zu sehen ist. Nach dem Aufbau war das Durchforsten, die Holzverarbeitung und der Weihnachtsbaumhandel das Hauptarbeitsgebiet von Hubert Stumpf. Durch Tausch mit dem Fiskus 1947, der eine neue Försterei in Fernholte brauchte, da das Forsthaus Ewig an den Kaufmann Ramacher überging, erhielt Hubert Stumpf in der Nähe ein Eichenareal am Krähenberg in Petersburg. Dort entstanden durch Rodung ein Wohnhaus mit Stallgebäuden, ein Sägewerk, mehrere Wohnhäuser und das Hotel Krähenhof.
In Fernholte stand das später aufgegebene Forsthaus längere Zeit leer, bis es die Familie Willi Köchling kaufte. Es wird heute von deren Tochter Magdala und ihrer Familie als Wohnhaus und Tierarztpraxis genutzt.
Das Adressbuch von 1929 führt in Fernholte die Namen „August Bendrin, Theodor Bendrin und Ranne de Vries“ und das Adressbuch von 1956 den Namen „Reimund Helmstetter (Ober-Forstwart)“ auf.
Ab 1819 gehörte Fernholte im Amt Attendorn zur Gemeinde Attendorn-Land, bis diese 1969 in die Stadt Attendorn eingegliedert wurde.
Ein geschützter Landschaftsbestandteil ist der Waldrand Fernholte mit Altbuchen am Tal- und Waldrand und einzelnen Bäumen an der angrenzenden Viehweide.
Zwischen Petersburger Weg, Fernholte und Gutsweg entsteht im Eckenbachtal das Gewerbegebiet Fernholte mit einer 26,27 ha großen Baufläche und geplanter Firmenansiedlung bis zum Jahr 2028.